# 青島紡機展
青島紡織工業展覽會是一個紡織機械展會。始於2000年。

## 主題專區
- 針織機械專區
- 紡紗機械專區
- 織造機械專區
- 印染整理機械專區
- 紡織化學品
- 零部件專區

## 外部連結
- 專業品牌和青島紡機展及行業盛會情況分析
- 九月青島紡機展 紡機名企攜新品亮相
- 青島紡機展明年6月島城揭幕